# Kaczki Spryciarze w 24 i połowie wieku
Kaczki Spryciarze w 24 i połowie wieku (ang. Duck Dodgers in the 24½th Century) – kreskówka z serii Zwariowane melodie z 1953 roku.

## Fabuła
Połowa XXIV wieku, Ziemia. Kosmiczny bohater, należący do Kaczek Spryciarzy kapitan Dodgers (Kaczor Daffy), zostaje wezwany przez doktora I.Q. Hi, Sekretarza Generalnego Stratosfery, który wyznacza mu misję: ma odnaleźć planetę X, na której znajdują się pokaźne złoża Illudium Phosdex (atomów pianki do golenia), i objąć ją w posiadanie w imieniu Ziemi.
Dodgers niezwłocznie udaje się na swój statek, gdzie czeka już na niego Młody Kosmiczny Kadet (Prosiak Porky). W czasie lotu Dodgers prezentuje swemu asystentowi niezmiernie skomplikowany sposób na dotarcie do celu podróży; Porky w zamian proponuje przelatywać koło planet A, B, C, D i tak dalej- aż do X.
Zaraz po wylądowaniu na planecie X Dodgers zatyka w jej gruncie sztandar Ziemi (kula ziemska na żółtym tle), obejmując ją tym samym w posiadanie. Chwilę potem tuż obok ląduje marsjański statek, z którego wychodzi Marsjanin Marvin i zatykając własny sztandar (czerwona kula Marsa na różowym tle), ogłasza planetę X częścią terytorium Marsa. Między dwoma zdobywcami rozpoczyna się wojna- eskalacja konfliktu prowadzi ostatecznie do eksplozji planety, która zmniejsza się znacząco. Dodgers ogłasza, że bierze ów kawałek skały w posiadanie w imieniu Ziemi, na co Porky odpowiada Wie-wie-wie-wielka mi rzecz. (ang. B-B-Big deal.)